# Ruby Belasco
Ruby Belasco (Halifax, 1867 – 1936) è stata un'attrice britannica del cinema muto.
Nata nel 1867 nello Yorkshire, a Halifax, girò nella sua carriera cinematografica circa una sessantina di pellicole in un arco di tempo che va dal 1911, l'anno del suo esordio sullo schermo, al 1919. Lavorò per la Hepworth.
Morì nel 1936, all'età di 69 anni.

## Filmografia
- Exceeding His Duty, regia di Lewin Fitzhamon (1911)
- The Silver Lining, regia di Bert Haldane (1911)
- A Night of Peril, regia di Bert Haldane (1911)
- The Indian Woman's Pluck, regia di Frank Wilson (1912)
- The Forsaken, regia di Warwick Buckland (1913)
- The Hunchback, regia di Frank Wilson (1914)
- The Whirr of the Spinning Wheel, regia di Frank Wilson (1914)
- Be Sure Your Sins, regia di Cecil M. Hepworth (1915)
- Love in a Mist, regia di Cecil M. Hepworth (1916)